# Arnulf Meffle
Arnulf Meffle (Schutterwald, 1 de dezembro de 1957) é um ex-jogador de handebol profisional alemão. Ganhou medalha de prata nos Jogos Olímpicos de Verão de 1984.
Arnulf Meffle fez seis partidas com 14 gols. 